# Sentenced
Sentenced e финландска доом/готик метъл група, изпълняваща мелодичен дет метъл в първите години на съществуването си. Сформирана е през 1989 г. в Мухос, Финландия, разпада се през 2005 г.

## Биография
Всичко започва през 1989 г. В периода от 1989 – 1991 г. групата записва 3 демота, които водят до издаването на дебютния албум Shadows Of Past. Основателите на групата са Sami Loppaka, Miika Tenkula, Vesa Ranta и пресъединилият се по-късно басист и певец Taneli Jatva.

## Членове

### Последен състав
- Виле Лайхяла – вокали (1996 – 2005)
- Мийка Тенкула – китара (1989 – 2005)
- Сами Лопакка – китара (1989 – 2005)
- Сами Куккохови – бас китара (1996 – 2005)
- Веса Ранта – барабани (1989 – 2005)

### Бивши членове
- Лари Килмянен – бас китара (1989 – 1991)
- Танели Ярва – бас китара и вокали (1991 – 1996)